# Pedraforca
El Pedraforca és una emblemàtica muntanya de Catalunya, situada entre els termes municipals de Saldes i Gósol, al Berguedà. Té una forma molt peculiar, formada per dues carenes paral·leles (els pollegons) unides per un coll (l'Enforcadura). El Pollegó Superior té una altitud de 2.506,4 metres (amb un cim secundari, el Calderer de 2.496,7 metres) i el Pollegó Inferior de 2444,8 m. L'Enforcadura se situa a 2.356,2 m i té una tartera a cada banda. La singularitat de la seva forma, junt amb el fet que el massís no forma part d'una serralada pròpiament dita han convertit la muntanya en una de les més famoses del territori català. El massís de Pedraforca està declarat paratge natural d'interès nacional, i l'entorn forma part del Parc Natural del Cadí-Moixeró.
El cim del Pollegó Superior està inclòs al Repte dels 100 cims de la Federació d'Entitats Excursionistes de Catalunya.
Els pobles del voltant són Gósol (a l'oest) i Saldes (a l'est); el Pedraforca fa de límit entre els seus dos termes i també, per tant, entre la província de Barcelona i la de Lleida malgrat que ambdues poblacions es trobin a la comarca del Berguedà.

## Localització
El massís del Pedraforca és al nord-oest de la comarca del Berguedà. S'hi pot arribar a través de la carretera B-400 que parteix del Collet, al quilòmetre 112,9 de la carretera comarcal d'Abrera a Bellver de Cerdanya (eix del Llobregat: antiga C-1411 i actualment C-16/E-9). També hi arriba la carretera que passa per Tuixén, Josa de Cadí i Gósol (C-563).
Hi ha el mirador de Gresolet a 1566,4 metres, un mirador que queda literalment penjant d'un cingle i des d'on, si el dia és clar, la vista general del paisatge és espectacular.

## Geologia i litologia
La principal característica del massís del Pedraforca és la seva complexitat geològica, de gran interès. En una zona de pocs quilòmetres quadrats, conflueixen, de dalt a baix, el mantell superior del Pedraforca, el mantell inferior del Pedraforca i el mantell del Cadí, testimonis de l'aixecament del Pirineu durant l'orogènia alpina. El mantell superior consta d'una sèrie formada per materials del Keuper, el Juràssic, un gruix considerable de sediments del Cretaci inferior i alguns metres del Cretaci superior. Aquest paquet de roques està situat damunt del mantell inferior del Pedraforca format per materials del Keuper, el Juràssic i la sèrie completa del Cretaci superior-Paleocè (sèrie de Gresolet). Els plegaments d'aquests materials deriven de l'emplaçament del mantell superior, que també va produir un dipòsit de còdols calcaris que van acabar consolidant-se en els conglomerats de la Roca Roja i del coll de la Trapa. Dins del Paratge, el mantell de Cadí aflora a l'àrea dels cingles de Gresolet, a la base dels quals es pot apreciar clarament el contacte amb les roques del mantell superior del Pedraforca, que segueix aproximadament el recorregut del torrent de les Mulleres. La forma característica del Pedraforca és perquè els pollegons corresponen a dues barres verticalitzades de calcàries del Cretaci inferior, amb un nivell intercalat de margues. L'erosió diferencial de les margues, més toves, respecte de les calcàries, més dures, ha modelat aquest relleu tan peculiar.

### Formació geològica

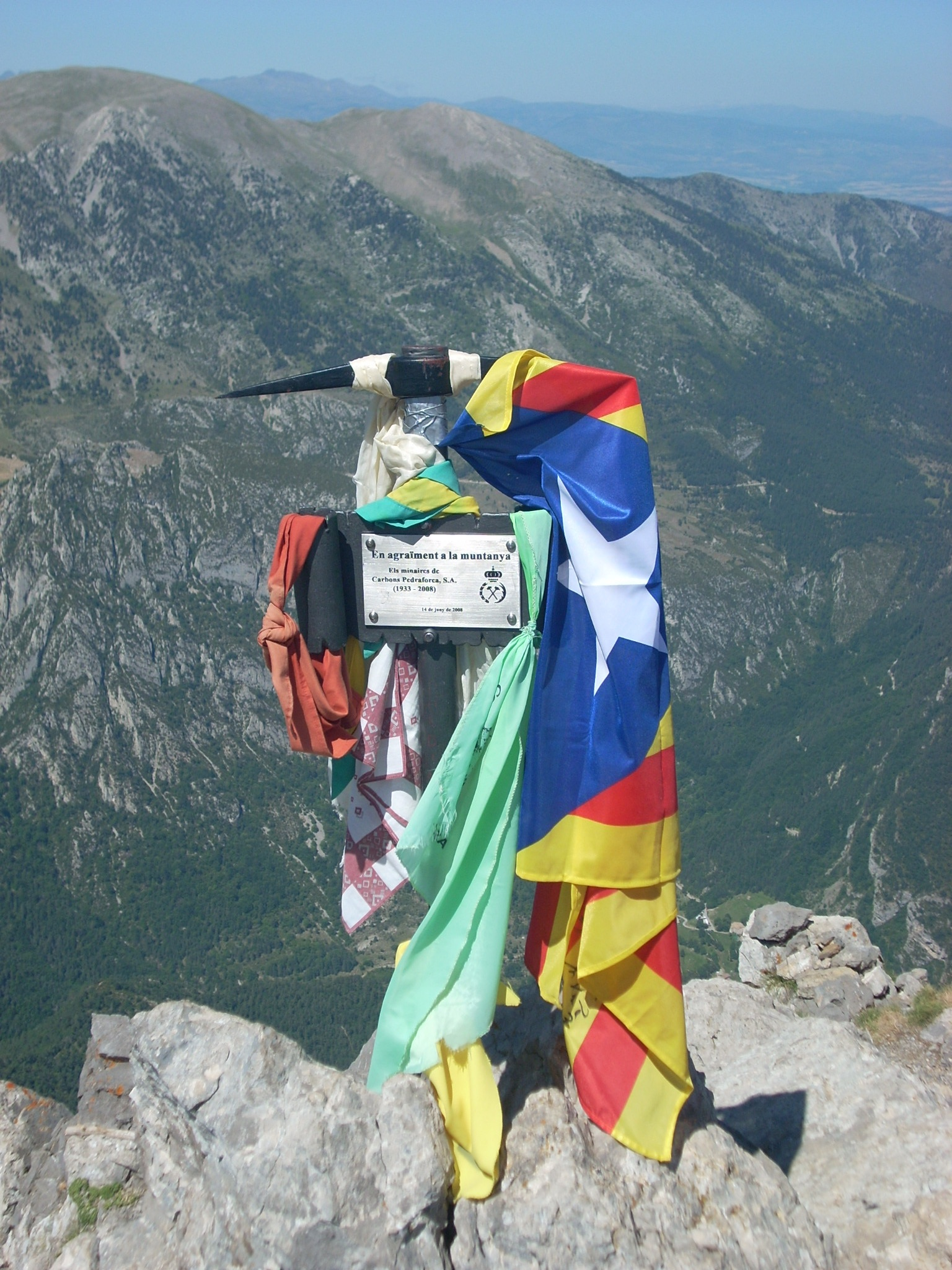
Al cim del Pedraforca en agraïment a la muntanya

Fa entre 230 i 144 milions d'anys que es dipositen materials del Triàsic i del Juràssic damunt de roques més antigues.
Fa entre 144 i 99 milions d'anys, durant el Cretaci inferior, una sèrie de fractures en el terreny creen uns blocs enfonsats on es dipositen els sediments d'aquesta època, principalment calcàries i algunes margues.
Fa entre 99 i 75 milions d'anys, es dipositen els primers sediments del Cretaci superior damunt dels blocs anteriors que fossilitzen les fractures.
Fa entre 75 i 69 milions d'anys, a finals del Cretaci superior, s'inicia la col·lisió entre les plaques tectòniques ibèrica i europea que provoquen la formació de la serralada pirinenca. A mesura que les dues plaques es van acostant, les falles es converteixen en encavalcaments: els materials més antics s'enfilen damunt dels sediments més moderns i es produeixen mantells de corriment. Així es forma el mantell superior del Pedraforca.
Fa entre 69 i 66 milions d'anys aquest mantell superior del Pedraforca, format per calcàries del Cretaci inferior, es continua desplaçant per sobre dels materials del Cretaci superior.
Fa entre 33 i 25 milions d'anys després d'un llarg període de sedimentació durant l'Eocè, els materials del bloc inferior es convertiran en un nou mantell (mantell inferior del Pedraforca) i tot plegat (mantells superior i inferior) se situa damunt dels materials eocènics del Cadí.
Durant els darrers milions d'anys l'erosió dels relleus originals, amb presència de material calcari dur (pollegons) i materials margosos tous (enforcadura), han donat a la muntanya la característica silueta de forca, i les característiques tarteres situades a banda i banda de l'enforcadura.
L'observació del Pedraforca des de Saldes permet identificar clarament aquesta estructura geològica formada per tres mantells de corriment:
El mantell del Cadí es troba a la dreta del tot (nord), on hi ha la serra del Cadí. El pendent que fa la muntanya és més o menys el mateix que fan les capes, inclinades cap al sud.
Més al sud (esquerra) veiem uns materials, per sobre dels anteriors, principalment margosos amb un nivell calcari que ressalta en el relleu. Aquests materials corresponen a una sèrie que s'inicia a Gresolet, amb el Triàsic, Juràssic, uns 1.000 m de marges i calcàries del Cretaci superior i que finalitza a Saldes amb els carbons i les argiles vermelles del garumnià. Aquestes roques són més antigues que les de la serra del Cadí i estan pel damunt, tot formant el mantell inferior del Pedraforca.
A sobre, es veu el relleu abrupte del Pedraforca. Aquest està format per argiles i guixos del Triàsic, calcàries del Juràssic, uns 1.000 m de calcàries i margues del Cretaci inferior i un centenar de metres de calcàries del Cretaci superior. Així, les roques del Pedraforca (Cretaci inferior) són més antigues que les de sota (Cretaci superior), cosa que implica l'existència d'una tercera unitat estructural: el mantell superior del Pedraforca.

## Fauna
La diversitat de boscos i prats del massís acull una fauna rica en la qual dominen clarament les espècies pròpies dels ambients alpins i de muntanya. La proximitat de les serres del Cadí i Moixeró ha posat a disposició d'aquestes espècies importants superfícies, vitals per satisfer les seves necessitats territorials.

### Ocells

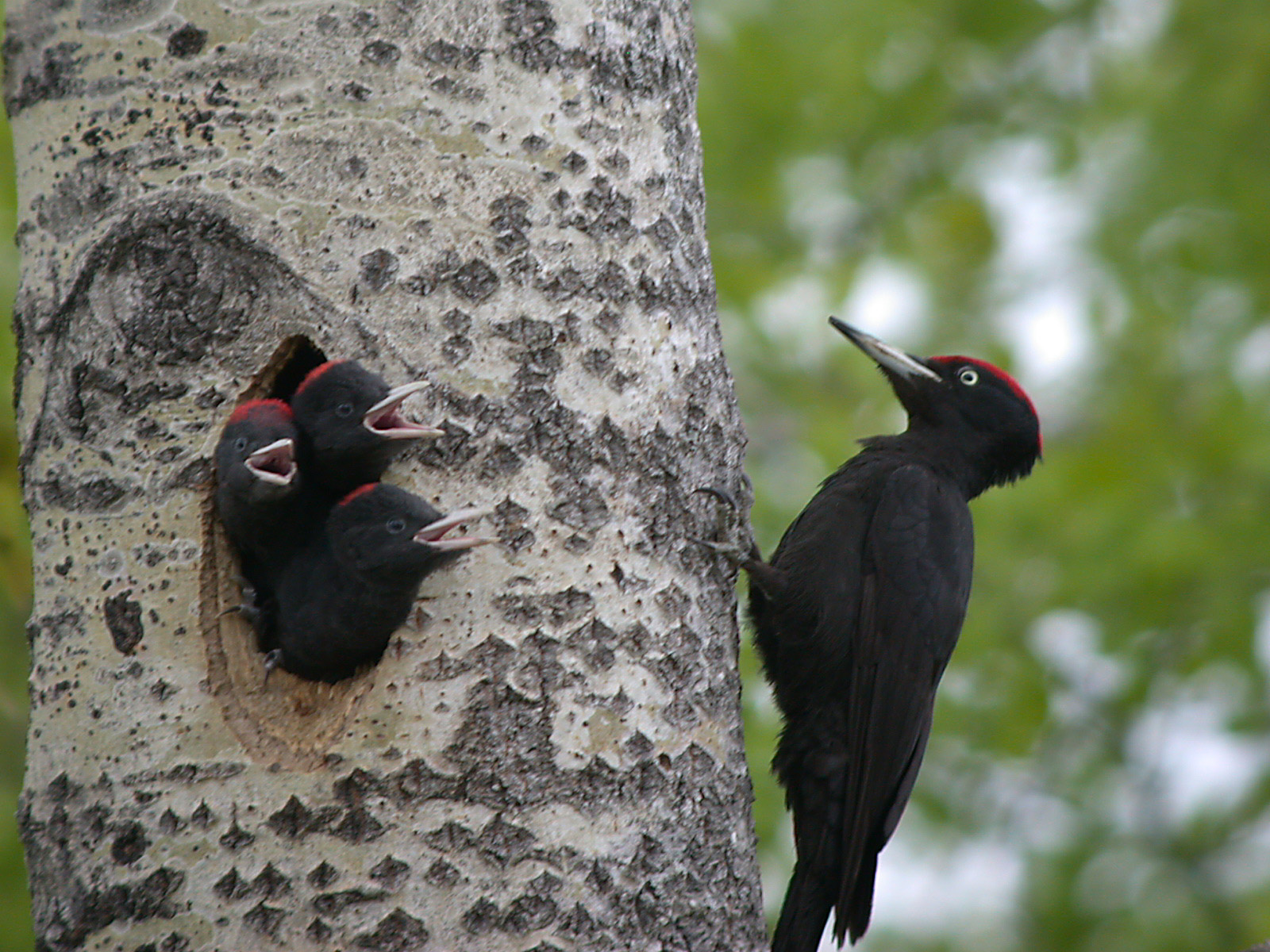
Picot negre (Dryocopus martius)

Els ocells són els veritables protagonistes del massís.
Destaca en primer terme el gall fer (Tetrao urogallus), molt difícil de veure pels seus hàbits solitaris i per les característiques del seu hàbitat. Un altre poblador dels boscos del Pedraforca és el picot negre (Dryocopus martius), que viu a les avetoses, als boscos de pi i a les fagedes del massís. En els cingles més frescals i humits, podem trobar el pela-roques (Tichodroma muraria), un petit ocell insectívor que s'enfila pels penya-segats de manera sorprenentment àgil. Altres espècies d'ocells sedentaris que podem trobar en els ambients alpins són la llucareta (Serinus citrinella), el trencapinyes (Loxia curvirostra), la gralla de bec vermell (Pyrrhocorax pyrrhocorax) i la gralla de bec groc (Pyrrhocorax graculus). Crien al massís però l'abandonen després de l'estiu la merla de pit blanc (Turdus torquatus) i la merla roquera (Monticola saxatilis). A l'estatge montà, podem trobar el pica-soques blau (Sitta europaea), la piula dels arbres (Anthus trivialis), la verderola (Emberiza citrinella), el pinsà borroner (Pyrrhula pyrrhula) i la becada (Scolopax rusticola). El xoriguer gros (Falco tinnunculus) i l'àliga marcenca (Circaetus gallicus) són rapinyaires que nien al massís, preferentment a les cingleres més inaccessibles. De nit, al fons de les valls durant els mesos d'estiu, podem trobar el petit xot (Otus scops) i un gran nombre de gamarussos (Strix aluco).

### Mamífers

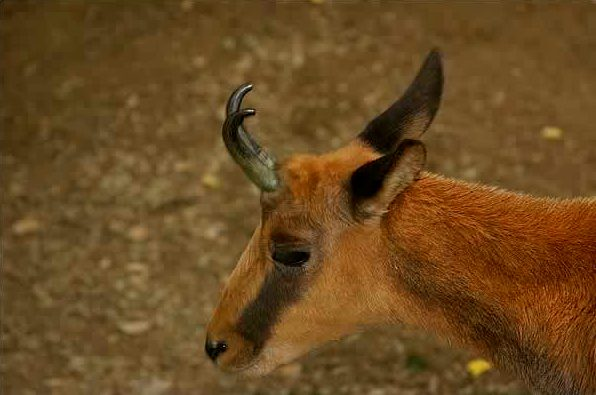
Isard (Rupicapra rupicapra)

Cal destacar l'isard (Rupicapra pyrenaica), l'herbívor salvatge que senyoreja els cims del massís.
Altres mamífers de mida menor són el conill (Oryctolagus cunniculus), l'esquirol (Sciurus vulgaris), el talpó roig (Clethrionomis glareolus) i la musaranya cuaquadrada (Sorex araneus).
Pel que fa als carnívors trobarem la guineu (Vulpes vulpes), la marta (Martes martes), la mustela (Mustela nivalis) i el gat fer (Felis silvestris).

### Rèptils i amfibis

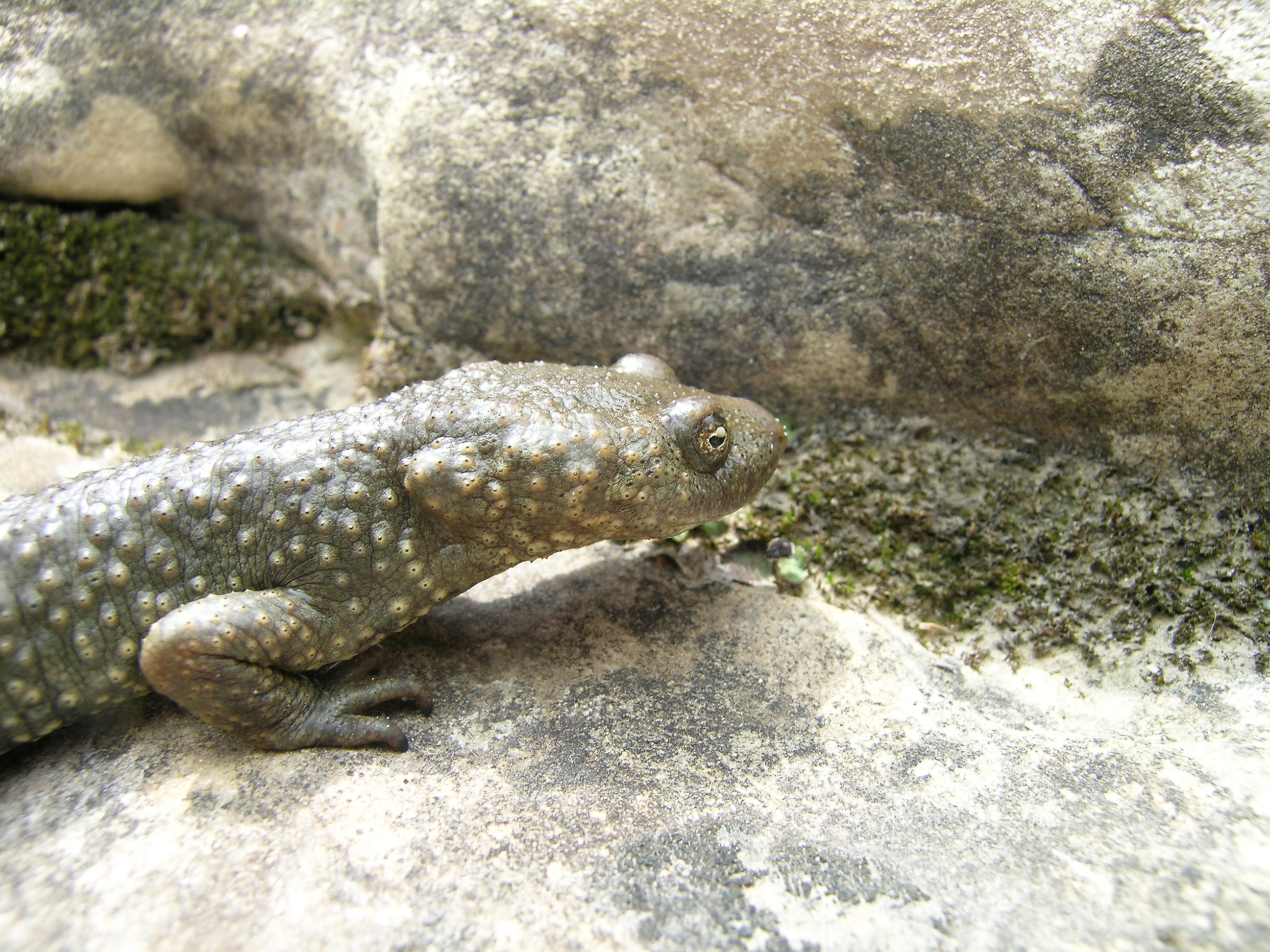
Tritó pirinenc (Calotriton asper)

Cal destacar el tritó pirinenc (Calotriton asper), la salamandra (Salamandra salamandra), la granota roja (Rana temporaria), la granota vulgar (Rana perezi), el gripau comú (Bufo bufo), la serp verd-i-groga (Coluber viridiflavus) i la serp llisa (Coronella girondica).
Els terrenys oberts, forestals o pedregosos són el reialme de l'escurçó europeu (Vipera aspis), que pot ser l'espècie més perillosa de tot el massís pel verí de les seves fiblades.

### Invertebrats

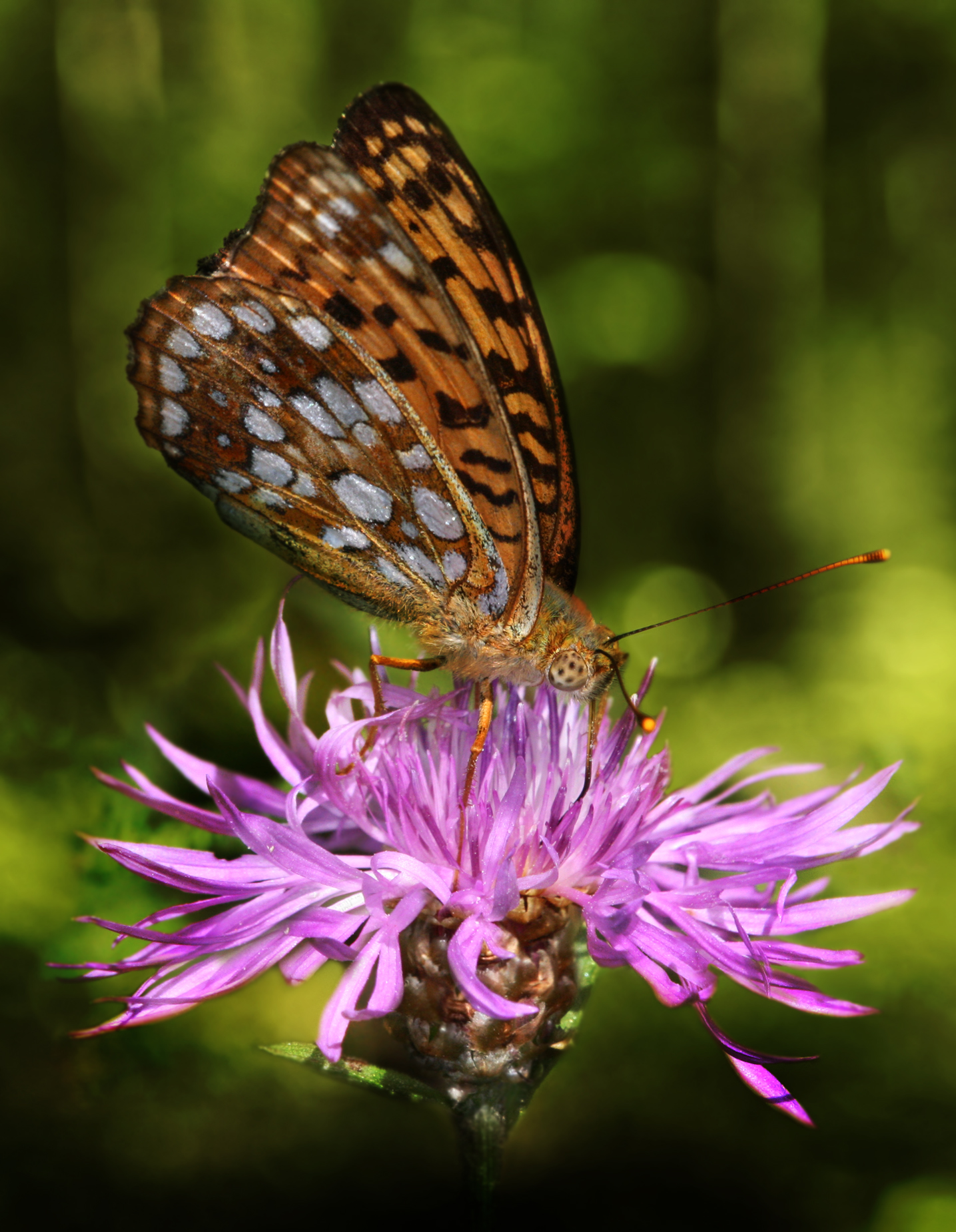
Argentada de punts vermells (Argynnis adippe)

La presència de zones càrstiques fa força comuna l'existència d'espècies de fauna cavernícola endèmiques o rares a la resta del país. Entre els mol·luscs trobem el cargol Pyrenaearia parva.
Entre les papallones, d'excepcional interès al massís, s'hi han trobat espècies com: Aphantopus hyperantus, Aporia crataegi, Argynnis paphia, Argynnis adippe, Brintesia circe hispanica, Colias hyale, Gonepteryx cleopatra, Gonepteryx rhamni, Inachis io, Ladoga camilla, Limenitis reducta, Pandoriana pandora, Parnassius apollo, Pieris rapae, Quercusia quercus.

## Vegetació

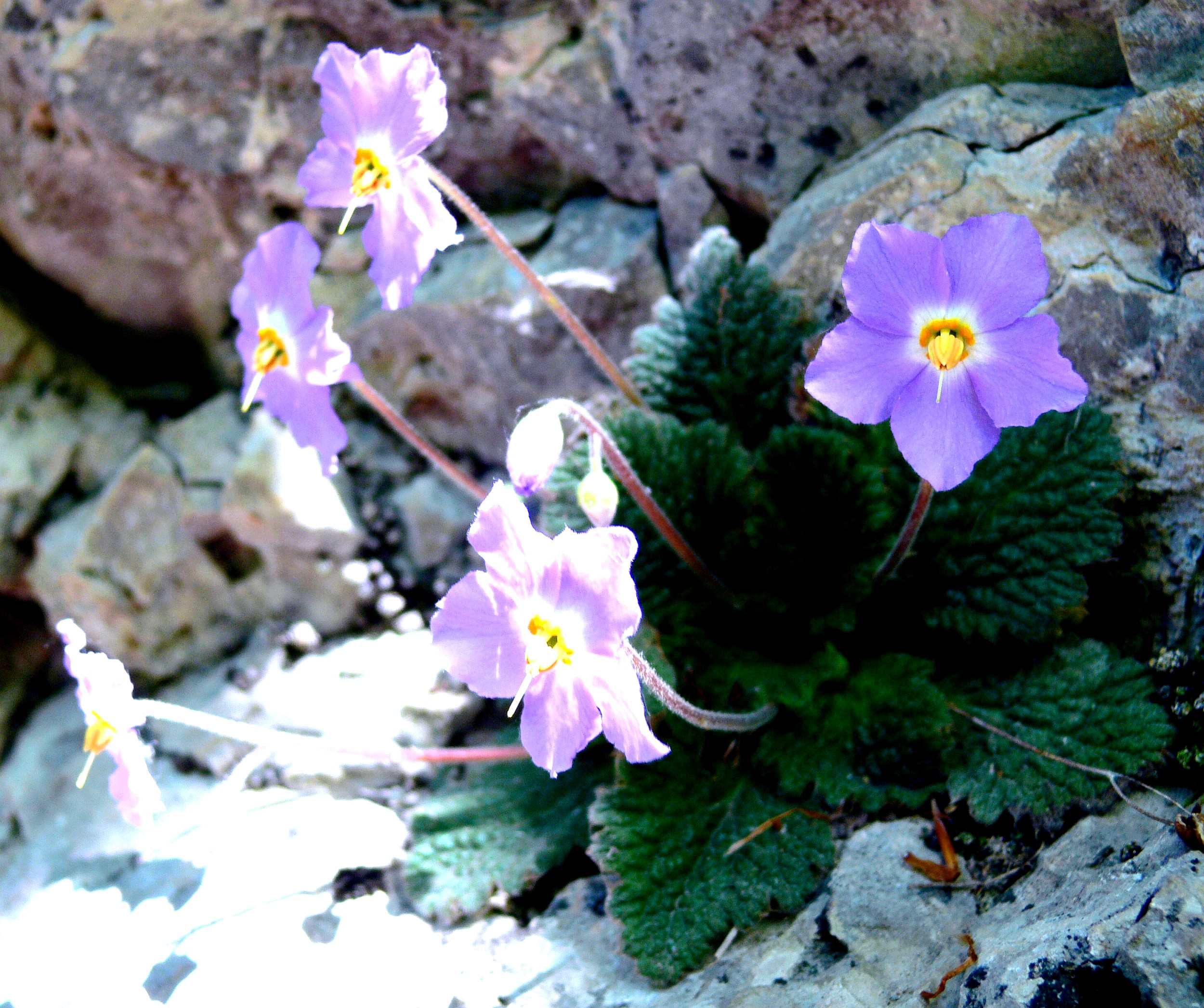
Orella d'os (Ramonda myconi)

L'alçada del massís possibilita la diferenciació de dues zones climàtiques, amb una influència determinant sobre les diverses comunitats vegetals establertes: fins a 1.500-1.700 m hi trobem un clima típic de muntanya mitjana plujosa, i per sobre d'aquell límit s'inicia el domini climàtic de la muntanya subalpina.
Les precipitacions es concentren en els mesos d'estiu, amb mitjanes anuals per sobre dels 1.100 mm. Les nevades no són abundants, si bé els cims del massís romanen nevats durant l'hivern.
Pel que fa a les temperatures, a les valls la mitjana anual se situa entre els 10 i els 12 °C, mitjana que es redueix sensiblement en augmentar la cota.

### Alpí
(per damunt dels 2.300 m)

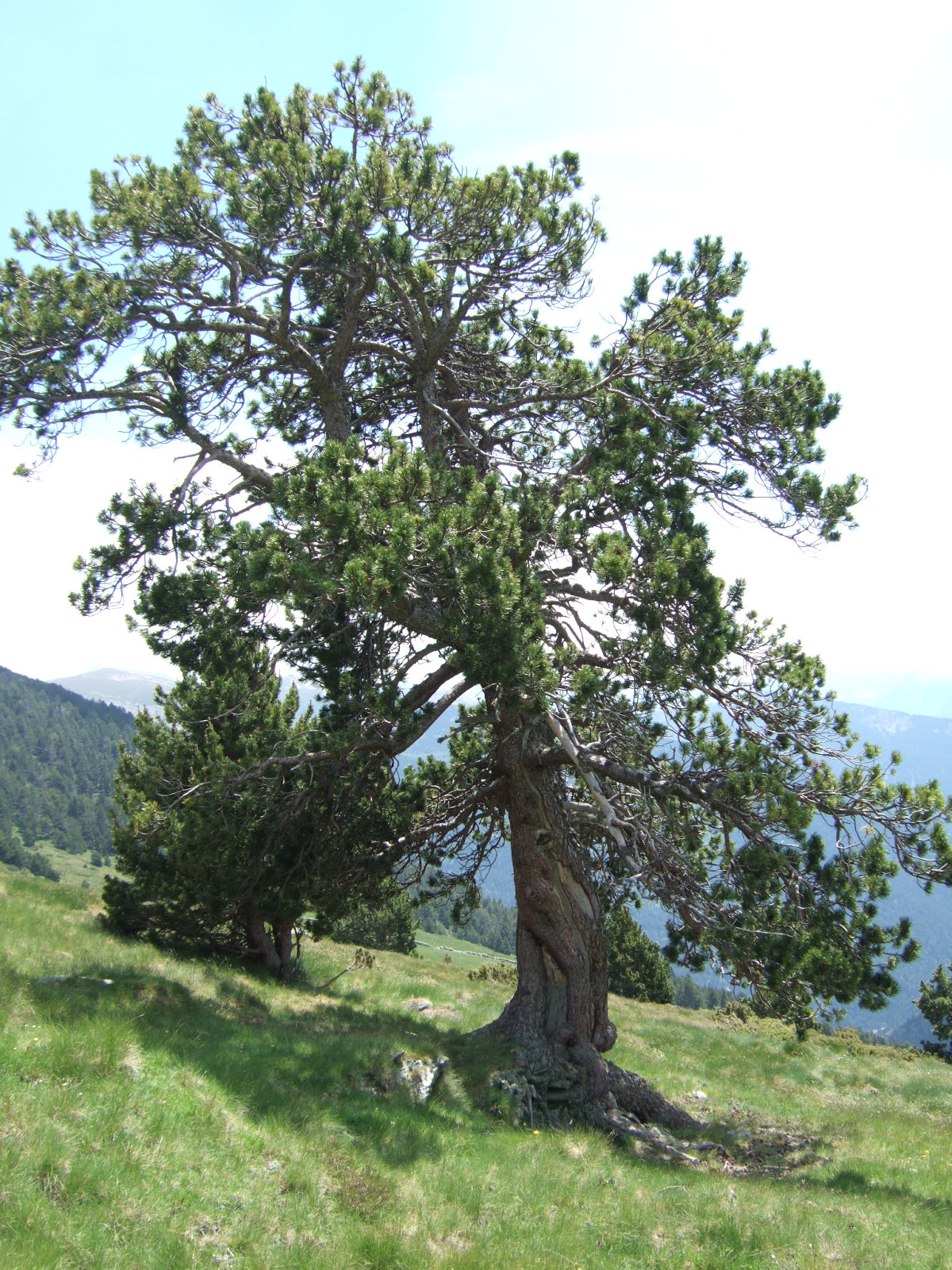
Pi negre (Pinus mugo)

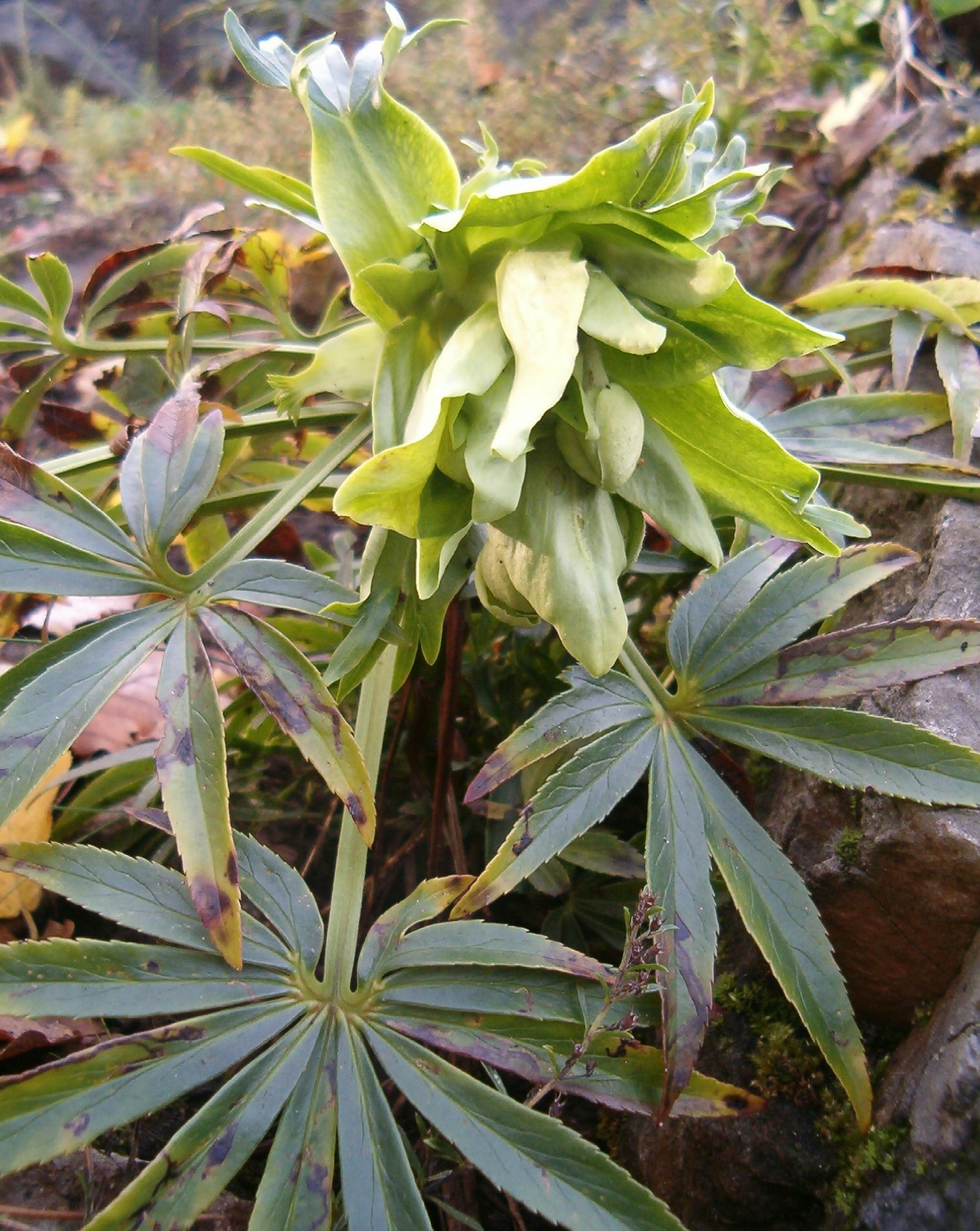
Marxívol (Helleborus foetidus)

Les dures condicions climàtiques impossibiliten el desenvolupament de la vegetació arbòria i arbustiva, però en canvi a les formacions rocoses i a les tarteres hi creix una vegetació adaptada a aquest ambient fred i rocallós com l'orella d'os (Ramonda myconi), pròpia de l'era terciària (fa uns 25 milions d'anys), la corona de rei (Saxifraga longifolia) espècie endèmica del Pirineu calcari que hi va arribar durant les primeres glaciacions, ara fa un milió d'anys. Altres espècies destacables són el xuclamel de roca (Lonicera pyrenaica), la lluqueta de roca (Globularia cordifolia ssp repens) o la falguera (Woodsia glabella ssp pulchella).

### Subalpí
(1.700 - 2.300 m)
Són boscos sempre verds i majestuosos de coníferes formats per avets (Abies alba) i pinedes de pi negre (Pinus uncinata) amb sotabosc de boix (Buxus sempervirens) o neret (Rhododendrom ferrugineum), el·lèbor verd (Helleborus viridis), pulsatil·la blanca (Anemone alpina), te de bosc (Cruciata glabra), etc.

### Montà
(per sota dels 1.700 m)
Format, sobretot, per la roureda de roure martinenc (Quercus humilis) que ocupa gran part dels vessants acompanyat per blada (Acer opalus), boix (Buxus sempervirens), corner (Amelanchier ovalis), avellaner (Corylus avellana), arç blanc (Crataegus monogyna), ginebre (Juniperus communis), marxívol (Helleborus foetidus), roser caní (Rosa canina) i herba fetgera (Anemone hepatica) entre d'altres.
A Gresolet hi ha el bosc de la baga on el faig (Fagus sylvatica) intenta guanyar les zones més humides i desplaçar l'avet (Abies alba) i el pi negre (Pinus uncinata). Ací i allà, hi creix el pi roig (Pinus sylvestris) estès arran de l'explotació de la fusta. El bosc de la baga de Gresolet va ser protagonista d'una de les primeres campanyes conservacionistes que van tenir lloc a Catalunya, en els anys 1920 i 1921.

## Cultura i història
Dins el Paratge Natural d'Interès Nacional del Massís del Pedraforca es troben molts elements del patrimoni històric i cultural entre els quals destaquen:
- Arquitectura religiosa: Són molt nombroses les esglésies d'origen romànic escampades per la majoria de pobles o en indrets ben amagats, tant dins el Paratge com en els seus entorns. En destaquem algunes com el Santuari de Gresolet (Saldes), Santa Maria del Castell (Saldes), Sant Martí (Saldes), Sant Andreu de l'Espà (Saldes), Sant Sebastià del Sull (Saldes), Sant Ponç de Molers (Saldes), Santa Maria del Castell (Gósol), Santa Margarida (Gósol) i Santa Eulàlia de Bonner (Gósol).

- Fortificacions: Durant l'edat mitjana la zona del massís del Pedraforca i els seus entorns eren controlats pels comtes de Cerdanya que utilitzaven els castells de Saldes i Gósol per protegir els seus territoris. Aquestes fortificacions van ser l'inici d'ambdós pobles, però actualment es troben apartades i parcialment en ruïnes.

- Camins tradicionals: Són diversos els camins tradicionals que transcorren pel Paratge, sobretot pel que fa a camins ramaders, ja que a la zona i als seus voltants s'hi concentren àrees de pastura d'alta muntanya molt importants a Catalunya. Aquests camins conserven construccions annexes destacables com murs de pedra, pletes, ponts, hostals i cortals.

- Art: L'estiu de l'any 1906 Pablo Ruiz Picasso va visitar Gósol, on va transformar el seu estil i va esdevenir molt productiu. Passat l'estiu, Picasso va marxar de Gósol, passant el Cadí pel pas dels Gosolans, per arribar a París, on va iniciar la seva època cubista. El record de la visita del geni és inesborrable per als gosolans, els quals disposen d'una Sala Picasso amb reproduccions de les obres pintades per l'artista en aquesta població del Berguedà.[4]

## Excursionisme

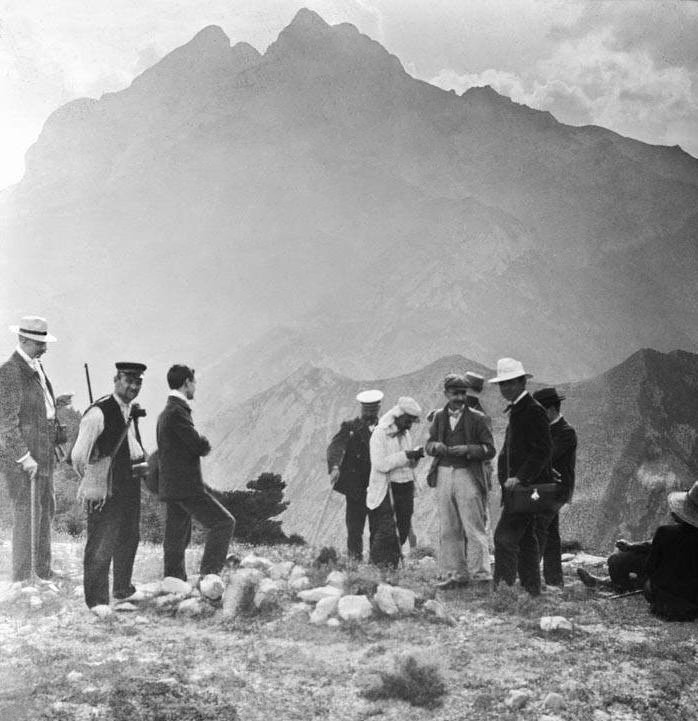
Al coll de la Bena amb el Pedraforca al fons (ca. 1905)

El Pedraforca és una de les muntanyes mítiques dels excursionistes i, sobretot, dels escaladors, ja que als temps heroics dels inicis de l'escalada a Catalunya, les dificultats de la cara nord a l'hivern en feien l'ascensió una gesta comparable a les més famoses escalades hivernals dels Alps.
Tot i això, també hi ha itineraris per pujar caminant (o amb alguna grimpada fàcil) als principals cims, tant els dos pollegons com al Calderer. El més visitat és el Pollegó superior, i les principals vies d'ascensió que hi duen són:
- Des de Gósol, pel camí de la clota, el bosc de la Tossa i la Tartera.
- També des de Gósol, seguint el tram del GR-107 fins a Font Terrers i anant per Set-Fonts i la Canal del Verdet.
- Des del Refugi Lluís Estasen, també seguint la Canal de Verdet.

Les excursions al Pedraforca cal planificar-les molt bé, l'accessibilitat no és fàcil i per pujar-hi cal estar mínimament preparat tenint en compte diversos aspectes:
- Preparació física personal.
- Portar equipament adequat i alimentació i beguda (no hi ha fonts).
- Tenir en compte els canvis de temps.

## Escalada
La paret nord del Pollegó superior va ser l'objectiu principal. Així, a principi de segle, en Lluís Estasen i altres companys varen anar solcant les rutes més evidents, com la bretxa occidental del Pollegó inferior o la canal Roja i la via de la Grallera al Pollegó superior.
La via Estasen, oberta el 30 de juny de 1928, va ser el tret de sortida que obria l'època de descoberta i realització de les vies de la muralla nord del Pollegó superior i de les parets del Pollegó inferior. Aquesta via és considerada el tret de sortida de l'escalada a Catalunya.

### Conquesta de la paret nord
A finals del segle xix, amb el naixement de l'excursionisme català, una generació de muntanyencs recorregué les muntanyes catalanes, el Pedraforca no s'escapà d'aquesta febre exploradora convertint-se en objectiu d'aquests alpinistes. Si bé l'ascensió de la muntanya per les vies normals no ofereixen cap fet remarcable, els primers traçats de vies d'escalada suposen el naixement d'aquest esport a Catalunya.
Després d'haver pujat a les principals puntes, l'objectiu esdevingué la conquesta de la paret nord, buscant una via que l'ascendís íntegrament i portés directament a les seves puntes central, el Calderer. Aquesta recerca de la dificultat per la dificultat (seguint la clàssica llei de Mummery) marca l'inici de l'escalada a Catalunya.
Lluís Estasen era, amb seguretat, l'alpinista català més dotat, amb més ambició i amb la tècnica i empenta necessària per encarar el projecte. Liderava de manera indiscutida un petit grup d'alpinistes barcelonins que l'acompanyaven en tots els seus recorreguts i que van donar un impuls decisiu a l'exploració de les muntanyes catalanes. El material precari de l'època, la tècnica rudimentària, la nul·la informació prèvia, eren limitacions que se superaven amb grans dosis de valentia, empenta i il·lusió.
Malgrat que per al moment històric i les circumstàncies de l'època es consideressin a les primeres ascensions per la cara nord del Pedraforca com empreses de gran dificultat i perill, analitzades amb els criteris d'altres països quedarien una mica relativitzades, ja que no sobrepassen el IV grau de dificultat, i als Alps feia anys que es realitzaven ascensions extremes, a les Dolomites es forçaven els sisens graus, o simplement al costat francès del Pirineu ja en el segle xix s'havia ascendit al Couloir de Gaube o s'havia traçat una via de característiques similars a la cara nord del Midi d'Ossau.
L'amplitud de la paret nord és enorme i en aquells primers intents es buscava un itinerari que evités les dificultats principals i el terreny més descompost. Cal recordar que en aquells temps l'actual refugi Estasen no existia, i totes les ascensions s'iniciaven al Santuari de Gresolet, al fons de la vall, a tres hores del peu de la paret. Les grans dificultats de comunicació i transport i les poques ocasions de tenir tres dies festius limitaven greument la regularitat dels intents. L'any 1922 es recorre la Canal Roja i la canal de la Grallera al Pollegó Superior, vies senzilles, però que serveixen com exploració i coneixement de l'intricat relleu de la paret nord. Són ascensions preparatòries de l'autèntica via directa buscada, que ha de travessar tota la paret en vertical i conduir directament al Calderer. Els següents passos es dirigeixen cap a la canal de Riambau. L'any 1924 fan un nou intent, però es veuen detinguts per murs infranquejables sense aconseguir avançar molts metres. Més aviat desanimats decideixen fer un intent en sentit invers, és a dir, descendint des del cim fins a la base de la paret. El setembre de 1926 Estasen, Guilera i Vila decideixen provar amb aquesta nova opció. Per a això pugen ràpidament fins al Pollegó superior (realitzant la segona ascensió per la via de la Grallera i prenent punts de referència per al posterior descens) i inicien el descensos per les terrasses i ampits de la cara nord, no obstant arriben a un punt sense sortida, extraplomat al buit. Amb una certa ingenuïtat no havien previst la possibilitat del fracàs i no deixaren cap corda estesa per a un eventual retorn. El retorn és obert per Lluís Estasen exposant-se en alguns passos sense cap protecció, després d'unes hores d'angoixa aconsegueix portar una altra vegada la cordada fins a la cim, on arriben amb les primeres foscors de la nit.
Entre els anteriors intents des de la base i aquest des del cim queden pocs metres per enllaçar tot l'itinerari.
El 30 juny 1928 Josep Puntes, Josep Rovira i Jofre Vila, juntament amb Lluís Estasen, surten del Santuari de Gresolet a les sis del matí. Estan decidits a trobar la via definitiva, ja que a penes resten 200 metres de terreny desconegut per completar els intents d'anys anteriors. Per les abruptes pendents de la base de la paret van guanyant alçada, fins a arribar al petit coll del Dit. Coneixent que la canal del Riambau és infranquejable no es fiquen en ella, sinó que comencen a elevar-se per un esperó poc evident que neix en el mateix coll. Porten únicament una corda i Estasen guia en tot moment la cordada. Davant d'una paret extraplom que els tanca el pas Estasen té la intuïció de trobar un espectacular i exposat flanqueig que serà la clau de l'ascensió. Les majors dificultats van quedar enrere. Han necessitat sis hores per superar 200 metres. No han clavat cap pitó. Per terreny més senzill i vagament conegut d'intents anteriors guanyen la punta del Calderer.
El setembre de 1930 Estasen, Guilera, Oliveras i Roig repeteixen l'ascensió. Formen dos cordades i en previsió de les dificultats s'han fet forjar per un ferrer dos enormes claus, de diversos quilos de pes, per assegurar-se. Refan l'itinerari, realitzant algunes variants que deixen la via definitivament traçada. Els pitons ni els utilitzen. Un el deixen clavat a la paret per descarregar del pes i l'altre ni surt de la motxilla, tornant a Barcelona.

### Evolució posterior
Amb aquestes ascensions s'ha obert la veda per a l'escalada al Pedraforca. A partir de llavors, s'aniran obrint vies i més vies, els noms importants de cada època deixaran la seva empremta a les parets de la muntanya i cada generació plasmarà les noves formes d'entendre l'escalada amb les seves realitzacions. No és temerari afirmar que el Pedraforca és un petit compendi de la història de l'escalada catalana. Així ja el 1933 Llopis i Vilaret tracen la primera variant de la via Estasen, i en el Pollegó Inferior Xandri i Casanellas tracen una via directa des de l'Enforcadura. El 1936 Homedes, Boixeda i Albareda tracen l'històric i bell itinerari a l'agulla del Gat. Les males condicions atmosfèriques provoquen que en intentar iniciar el ràpel de descens Homedes sigui assolit per un llamp i mor estimbat. Aquest dramàtic accident va tenir una gran repercussió en la seva època. El 1941 es traça la popular via Pany al collet de la Cova. I el mateix any s'obre una altra via històrica, la Maria Antònia-Estrems a Cabirols, amb la primera presència femenina a la paret en la figura de Maria Antònia Simó, gran escaladora catalana. El 1944 s'obre clàssica Pany-Haus de la cara sud del Pollegó Inferior. I el 1949, pels potents germans Estorach, la via per l'interior de la canal del Riambau. I es podria continuar citant vies, anys i escaladors. Anglada, Guillamon, Cerda, Pokorski, Garcia Picazo, etc. recorren i exploren sistemàticament tots els replecs de roca de la gran paret.
Actualment, hi ha obertes més d'un centenar de vies repartides principalment entre la paret nord del Pollegó superior i la paret sud del Pollegó inferior. En el vessant nord l'escalada s'ha d'aprofitar les abundants fissures, xemeneies i relleixos, mentre que en el vessant sud es tracta sobretot d'escalada de placa sobre una roca compacta i adherent.
Darrerament, s'ha explorat la muralla sud del Roget, a la base del Pollegó inferior que s'han equipat segons la mentalitat de l'escalada esportiva d'alta dificultat.
Junt amb Montserrat són les dues muntanyes de referència històrica i principals escoles d'escalada nacionals. Al Pedraforca, se li atorga un cert caràcter de muntanya seriosa: la magnitud de la paret principal, orientada al nord i de gairebé 600 metres d'altitud, junt amb l'entorn pirinenc li atorguen aquest qualificatiu. Per altra banda el Pedraforca és el punt més meridional on es porta a terme la pràctica del cascadisme (escalada en gel).

## Llegendes
Hi ha moltes llegendes al voltant de la muntanya del Pedraforca, i per això ha estat i és considerada una muntanya màgica. Una de les llegendes més difoses diu que la nit de Sant Silvestre (31 de desembre) les bruixes es reuneixen al Pedraforca i salten i ballen per sobre de les argelagues. Una altra llegenda explica per què la muntanya té aquesta forma tan característica: una nit de Sant Silvestre les bruixes celebraven un aquelarre al cim d'una muntanya altíssima que era situada on actualment hi ha el Pedraforca. Les bruixes estaven dividides en dos bàndols i es barallaven entre elles, feien tant soroll que fins i tot tremolava la terra. Els habitants de Saldes es van espantar tant que van començar a encomanar-se a sant Miquel i a fer-li pregàries, tant, que els va escoltar, va baixar del cel i d'un cop d'espasa va trencar la muntanya en dues parts, bo i deixant un bàndol de bruixes al pollegó inferior i l'altre bàndol al pollegó superior. Alhora, amb aquell cop d'espasa va trencar en milions de trossos el cim de l'antiga muntanya: encara ara es poden veure les restes de pedres d'aquell cim a la tartera del Pedraforca.

## Paratge protegit
El Massís del Pedraforca es va declarar el Paratge Natural d'Interès Nacional l'any 1982, en la promulgació de la Llei 6/1982, de 6 de maig. L'any 1983, es va completar la protecció legal de l'entorn de l'espai amb la declaració per mitjà del Decret 353/83, de 15 de juliol de 1983, del Parc Natural del Cadí-Moixeró. Des de l'any 2004 la gestió del PNIN s'incorporà a la del Parc Natural del Cadí-Moixeró.

### Història
La primera proposta oficial per protegir l'espai figurava ja en les previsions de planificació regional que va fer, el 1932, la Generalitat de Catalunya de l'època republicana. Les extraccions de lignits a cel obert, portades a terme en el sector meridional del massís des del segle xix i intensificades amb el desenvolupament industrial iniciat cap al 1950, van ser un factor més que va incidir en la urgència de preservar el Paratge. Després d'això es va tornar a plantejar, molts anys després, en el Pla d'ordenació provincial de Barcelona del 1963 que preveia l'anomenat Parc Natural del Cadí-Pedraforca. El 1966 es va promulgar la Llei 37/1966, de 31 de maig, sobre creació de reserves nacionals de caça que establia la Reserva Nacional de Caça del Cadí, la qual abasta actualment, a més del massís del Pedraforca i la zona del Parc Natural del Cadí-Moixeró, les serres del Verd i de Port del Comte.
Aquesta llei, encara vigent, ordena els recursos de la fauna de manera que el seu aprofitament cinegètic pugui representar una font d'ingressos per a les poblacions que formen part del Paratge. La recuperació de l'autogovern de Catalunya va obrir les portes per a la definitiva protecció de l'espai. L'any 1980, la Comissió d'Urbanisme de Catalunya va aprovar una relació d'espais d'especial interès natural, entre els quals es trobava el denominat Cadí-Moixeró-Pedraforca; el conjunt d'aquesta proposta va ser adoptat pel Parlament de Catalunya i incorporat en forma d'annex a la Llei 12/1981, de 24 de desembre, per la qual s'estableixen normes addicionals de protecció dels espais d'especial interès natural afectats per activitats extractives Posteriorment, la Llei 6/1982, de 6 de maig, va declarar el Paratge Natural d'Interès Nacional del Massís del Pedraforca. L'any 1983, es va completar la protecció legal de l'entorn de l'espai amb la declaració per mitjà del Decret 353/83, de 15 de juliol de 1983, del Parc Natural del Cadí-Moixeró. Des de l'any 2004 la gestió del Paratge Natural d'Interès Nacional del Massís del Pedraforca va incorporar-se a la del Parc Natural del Cadí-Moixeró.
En l'àmbit europeu, el setembre del 1987, d'acord amb la Directiva 79/409 CEE, el Paratge, juntament amb el Parc Natural del Cadí-Moixeró, va ser declarat Zona d'especial protecció per a les aus (ZEPA) i, anys més tard, mitjançant una decisió de la Comissió del 22 de desembre de 2003, també es va aprovar el seu ingrés a la regió alpina dins la Xarxa Natura 2000.

## Muntanya emblemàtica
El Pedraforca és, junt amb Montserrat i el Canigó, la muntanya emblemàtica de Catalunya. La seva silueta singular i l'activitat excursionista i alpinística que es desenvolupa en aquest cim l'han convertit en un símbol de Catalunya.

Escut oficial del Berguedà

Així la comarca del Berguedà la muntanya presideix el seu escut i la seva silueta és emprada llargament, tant en reclams publicitaris com en logotips.
| «                                                 | I vegí vostres peus i vostres cingles i vostres fronts, o serres de la pàtria!; i al pondre's damunt seu l'astre del dia, corona d'or irradiant de flama, engollir-se'l vegí l'alt Pedraforca fet un Vesubi atapeït de lava; i entre el floreig d'estrelles que naixien del vespre hermós entre les fosques ales, com aurora divina que em somreia, vegí en lo cel la Musa catalana | » |
| — Jacint Verdaguer, l'arpa inclòs a Pàtria (1888) | |   |

L'any 2008 amb motiu de la celebració del 80è aniversari (1928-2008) de la primera ascensió a la paret nord del Pedraforca per part de Lluís Estasen, Josep Puntas, Josep Rovira i Jofre Vila, les productores Fanàtik Visual i Soul Produccions en coproducció amb Televisió de Catalunya i Mercuri-SGP presenten el documental L'altra cara de la forca. Aquest documental fou premiat com a Millor film espanyol en la 26 edició del Festival internacional de Cinema de Muntanya Vila de Torrelló.